# Unione Sportiva Crotone 1974-1975
Questa pagina raccoglie le informazioni riguardanti l'Unione Sportiva Crotone nelle competizioni ufficiali della stagione 1974-1975.

## Rosa
| N. |                   | Ruolo | Calciatore              |
| -- | ----------------- | ----- | ----------------------- |
|    | Italia (bandiera) | A     | Sergio Baradello        |
|    | Italia (bandiera) | P     | Remo Bianchi            |
|    | Italia (bandiera) | C     | Ciro Bilardi            |
|    | Italia (bandiera) | D     | Angelo Bonni            |
|    | Italia (bandiera) | P     | Ruggero Casari          |
|    | Italia (bandiera) | C     | Carmelo Cuccureddu (II) |
|    | Italia (bandiera) | A     | Bruno Faccin            |
|    | Italia (bandiera) | C     | Domenico Ferrante       |
|    | Italia (bandiera) | A     | Angelo Giugno           |
|    | Italia (bandiera) | C     | Fedele Gualandri        |
|    | Italia (bandiera) | A     | Vincenzo Librandi       |

| N. |                   | Ruolo | Calciatore             |
| -- | ----------------- | ----- | ---------------------- |
|    | Italia (bandiera) | D     | Salavatore Mastromarco |
|    | Italia (bandiera) | A     | Gabriele Messina       |
|    | Italia (bandiera) | C     | Pasquale Pesce         |
|    | Italia (bandiera) | C     | Enrico Piccotti        |
|    | Italia (bandiera) | D     | Domenico Pujia         |
|    | Italia (bandiera) | A     | Alessandro Santini     |
|    | Italia (bandiera) | A     | Giovanni Scigliano     |
|    | Italia (bandiera) | D     | Cesare Vaghi           |
|    | Italia (bandiera) | D     | Luigi Vetere           |
|    | Italia (bandiera) | C     | Piernicola Virgili     |